# Pierre Boncompagni
Pierre Boncompagni, dit "Pagnibon", né le 19 mai 1913 à Nice et décédé le 7 juin 1953 à Hyères, est un pilote automobile français de rallyes et sur circuits.

## Biographie
Né de parents originaires d'Italie, il commence la compétition automobile en Corse en 1939 peu avant-guerre, sur une Talbot 150C réutilisée juste après la fin des hostilités.
Il décède à 40 ans lors des 12 Heures de Hyères de 1953, alors qu'il vient d'effectuer le meilleur tour en course, mais sur une route mouillée. Il perd le contrôle de sa Ferrari 340MM, et vient s'encastrer dans une barrière de sécurité, décédant sur place. Une stèle commémorative existe sur la D197, à l'angle nord-ouest de l'hippodrome de Hyères.

## Palmarès
- Grand Prix d'Agadir : janvier 1951 sur Cisitalia et Talbot (trois catégories), janvier 1952 sur Talbot, et février 1953 sur Ferrari;
- Première édition des 12 Heures de Hyères sur Talbot-Lago : printemps 1951 (et vainqueur de catégorie >3L.)[1] ;
- Première édition du Tour de France automobile : décembre 1951, associé à Alfred Barraquet sur Ferrari 212 Export (deuxième en 1952) ;
- Coupe de vitesse de Montlhéry : 1952 (sur Ferrari 212 Export ) ;
- Course sur route de Bordeaux : 1952 (sur Ferrari 212 Export) ;
- Coupe de Printemps : 1952 (sur Ferrari 212 Export ) et 1953 (sur Ferrari 340MM) ;
- Course de côte du Val de Cuech : 1952 (sur Ferrari);
- 3 Heures d'Algérie : 1953 (sur Ferrari 340MM) ;
- Rallye Soleil Cannes : 1953 (sur Ferrari 340'A'M, ex-æquo avec René Fabre sur Panhard Dyna X)[2].

Remarque : il participe aux 24 Heures du Mans en 1953 avec l'américain Tom Cole Jr. (en) (décédé l'année suivante au Mans), sur Ferrari 225S Berlinetta, comme pilote officiel de l'écurie Ferrari, alors qu'Enzo Ferrari l'a remarqué personnellement pour ses trois succès consécutifs acquis l'année précédente.